# Bassfield
Bassfield és una població dels Estats Units a l'estat de Mississipi. Segons el cens del 2000 tenia 315 habitants.

## Demografia
Segons el cens del 2000, Bassfield tenia 315 habitants, 124 habitatges, i 76 famílies. La densitat de població era de 112,6 habitants per km².
Dels 124 habitatges en un 24,2% hi vivien nens de menys de 18 anys, en un 41,9% hi vivien parelles casades, en un 16,1% dones solteres, i en un 38,7% no eren unitats familiars. En el 36,3% dels habitatges hi vivien persones soles el 20,2% de les quals corresponia a persones de 65 anys o més que vivien soles. El nombre mitjà de persones vivint en cada habitatge era de 2,31 i el nombre mitjà de persones que vivien en cada família era de 3,08.
Per edats la població es repartia de la següent manera: un 20,3% tenia menys de 18 anys, un 9,2% entre 18 i 24, un 23,2% entre 25 i 44, un 19% de 45 a 60 i un 28,3% 65 anys o més.
L'edat mediana era de 43 anys. Per cada 100 dones de 18 o més anys hi havia 69,6 homes.
La renda mediana per habitatge era de 18.500 $ i la renda mediana per família de 27.500 $. Els homes tenien una renda mediana de 17.292 $ mentre que les dones 14.250 $. La renda per capita de la població era de 13.283 $. Entorn del 22,7% de les famílies i el 25% de la població estaven per davall del llindar de pobresa.

## Poblacions més properes
El següent diagrama mostra les poblacions més properes.